# Концерт для фортепіано з оркестром № 4 (Прокоф'єв)
Концерт № 4 для фортепіано з оркестром, сі-бемоль мажор (Op. 53) Сергія Прокоф'єва написаний у 1931 році. Концерт розрахований на виконання сольної партії лівою рукою. Був написаний на замовлення австрійського піаніста Пауля Вітгентштейна, який втратив ліву руку у роки Першої світової війни. Проте сам Вітгенштейн відмовився виконувати цей концерт публічно, оскільки музика здалася йому незрозумілою і за життя автора цей концерт так і не був виконаний.
Концерт складається з 4-х частин:
1. Vivace (4–5')
2. Andante (9–13')
3. Moderato (8–9')
4. Vivace (1–2')

Серед видатних виконавців, що записали цей концерт на CD — Володимир Ашкеназі, Володимир Крайнєв та інші.